# Mário Loja
Mário Jorge Amora Loja (nascut el 27 de desembre de 1977) és un antic futbolista professional portuguès que va jugar com a lateral esquerre o defensa central.

## Carrera de club
Nascut a Setúbal, Loja es va incorporar al sistema juvenil del Vitória FC el 1989, amb 11 anys. Del 1996 al 2005, llevat d'una temporada, va competir a la Primeira Liga, representant també al Boavista FC i al SC Beira-Mar i va participar en un total de 152 partits.
Loja es va traslladar a l'estranger l'estiu del 2005, signant amb els US Créteil-Lusitanos i passant els seus dos primers anys a la Ligue 2 francesa. Posteriorment, va tornar a la seva terra natal, on va jugar a la lliga inferior o a futbol amateur fins a la seva jubilació.